# Theofiel Middelkamp

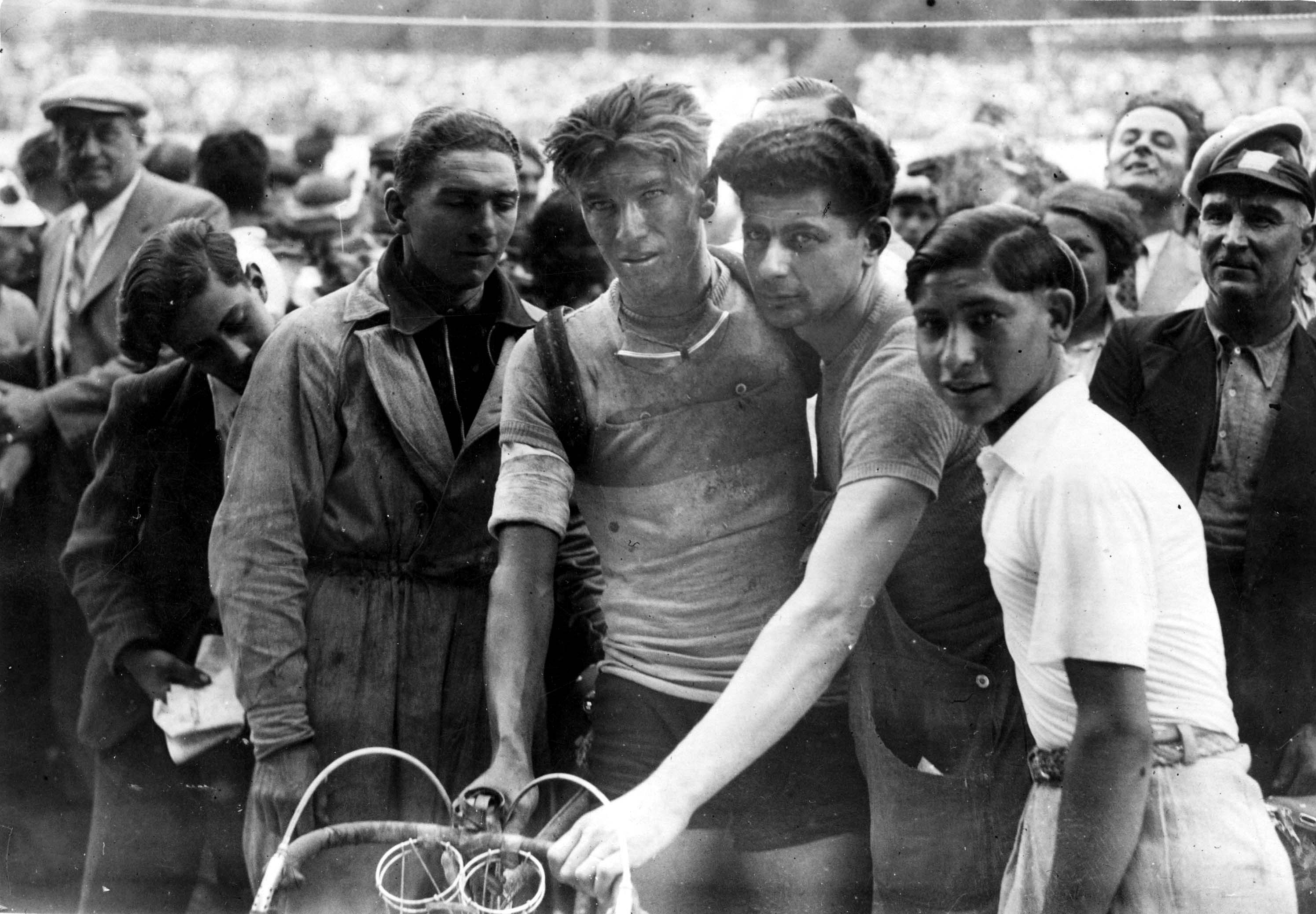
Theo Middelkamp nach seinem Etappensieg 1936

Theofiel (Theo) Middelkamp (* 23. Februar 1914 in Nieuw-Namen; † 2. Mai 2005 in Kieldrecht) war ein niederländischer Radrennfahrer. Middelkamp war vierfacher Niederländischer Meister, Weltmeister und 1936 der erste Niederländer, der eine Etappe bei der Tour de France gewann.
Middelkamp nahm während seiner Karriere zweimal an der Tour der France teil. Als der Journalist Joris van den Bergh ihn erstmals wegen einer Teilnahme an der Tour 1936 ansprach, antwortete er: „Aber Joris, ich habe doch noch nie einen Berg gesehen.“ Middelkamp startete und sicherte sich am 14. Juli 1936 den Sieg bei der siebten Etappe von Aix-les-Bains nach Grenoble, auf der unter anderem der Aufstieg zum Col du Galibier zu bewältigen war. Im Endklassement belegte er schließlich den 23. Platz.
Bei seiner zweiten Teilnahme im Jahre 1938 beendete Middelkamp ebenfalls die siebte Etappe (von Bayonne nach Pau) als Erster. Am Ende der Tour kam er auf den 43. Platz.
Den größten Erfolg seiner Karriere feierte Middelkamp 1947 bei der Straßenradweltmeisterschaft in Reims, bei der er wiederum als erster Niederländer den Weltmeistertitel im Straßenrennen gewinnen konnte. Bereits 1936 hatte er die Silbermedaille gewonnen, 1950 wurde er noch einmal Zweiter, sowie nationaler Meister im Einzelzeitfahren.
1945 gewann er zudem das Rennen Nationale Sluitingsprijs, 1946 den Grote Prijs Stad Sint-Niklaas.